# Collectif-reos
Le Collectif-reos («  Collectif de recherches, d'expressions, d'orientations sur la séparation  ») est un organisme à caractère culturel et philosophique français créé le 16 avril 2007 à l’initiative du philosophe Christophe Schaeffer. Il propose le contenu de son activité sur le web.
Le collectif développe une réflexion sur la notion de séparation dans le rapport qu'elle établit avec celle de réparation. La pluridisciplinarité est à la base des recherches en publiant et en diffusant des contributions de chercheurs en sciences humaines et sociales, en sciences naturelles, et des propositions d'artistes et d'écrivains.
Accueillant des auteurs à travers le monde, le collectif se veut ouvert à toutes les disciplines, les cultures et les champs d'investigations.

## Les réflexions du Collectif-reos

### La séparation endémique
Le collectif fait l'analyse des raisons qui conduisent le système économique, social et politique à engendrer un état généralisé de séparation sous des formes négatives imbriquées entre elles : crise identitaire et communautaire, fragmentation du savoir, comportement pulsionnel des consommateurs, individualisme démesuré…

### Construire une économie de la réparation
Fort de ce constat, le collectif a pour objectif de dévoiler et d'étudier la séparation selon ses multiples représentations afin mettre en évidence le lien des théories et des pratiques qu'elle sous-tend. La notion de réparation vient répondre à l'urgence des problématiques et fait l'objet d'une analyse à travers notamment son application dans le champ de la psychologie, de l'écologie et de la création artistique.

## Les auteurs
Une cinquantaine parmi lesquels :
Maurice Benayoun,
Claude Ber,
André Chabot,
Georges Chapouthier,
Mireille Delmas-Marty,
Susan George,
Jacques Gleyse,
Werner Lambersy,
Jean-Pierre Luminet,
Michel Lussault,
Thibault de Montalembert,
Bernard Noël,
Philippe Tancelin

## Publications
- La vague et la falaise, - Éloge de la passivité - coécrit avec Marie-Jeanne Lemal, Mols, Desclée de Brouwer, 2011.
- De la réparation - Analyse comparative et transversale : psychologie et écologie -, L'Harmattan, 2010.
- La séparation à l'œuvre - Figures et expressions dans le domaine de la littérature -, Actes du Colloque International à Gabès (Tunisie), L'Harmattan, 2010.
- De la séparation, L'Harmattan, 2007.